# Chery Face
O Face é um automóvel global de origem chinesa produzido pela Chery, lançado em 2010 no mercado brasileiro.

## História
O Face foi revelado pela primeira vez no Salão de Istambul, em 2006, como uma aposta de carro forte e compacto, um carro desenvolvido para o cenário urbano, com linhas atuais e inúmeros itens de série. Com sua plataforma compartilhada também com o Chery QQ, O Face foi criado para ser ágil nas grandes cidades, possuindo bom espaço interno e, graças ao seu tamanho compacto, ser facilmente estacionado em pequenos espaços.
No mercado Sul Africano, o Chery Face é vendido como J1 e conta com duas versões. São elas o 1.3 TE e o 1.3 TX, com valores iniciais de ZAR 109.900 e 116.900 respectivamente.
Na versão mais básica, a TE, existem como itens de série:
- Rádio AM/FM
- 4 alto-falantes
- Limpador traseiro
- Rodas de liga de alumínio 5Jx14
- Ar condicionado
- Computador de bordo
- Direção assistida
- Coluna de direção com regulagem (não cita se é de altura, profundidade ou ambos)
- Ajustes manuais dos bancos dianteiros e traseiros
- Banco traseiro rebatível
- Barras de proteção laterais
- Alarme com imobilizador
- Airbag duplo
- Chave com transponder
- Travas para crianças nas portas traseiras
- Brake light

Na versão mais requintada, a TX, encontra-se todos os acessórios da versão TE com alguns itens adicionais, tais como:
- Vidros elétricos na frente e atrás
- Sensor de estacionamento
- Convenience Locking
- Retrovisores elétricos